# جفری مور
جفری مور (متولد ۱۹۴۶) یک تئوریسین سازمانی آمریکایی، مشاور مدیریت و نویسنده است که به خاطر کارش در عبور از Chasm: بازاریابی و فروش محصولات پیشرفته به مشتریان اصلی، معروف است.